# Conselho de Reitores das Universidades Portuguesas
O Conselho de Reitores das Universidades Portuguesas (CRUP) é um órgão de coordenação e representação global das universidades e institutos universitários públicos portugueses, do Instituto Universitário Militar e da Universidade Católica Portuguesa.
O CRUP é um organismo independente, que não integra a estrutura da área governativa da Ciência, Tecnologia e Ensino Superior, nem se encontra sujeito à sua tutela.

## História

### Decreto-Lei n.º 107/79, de 2 de maio
O Conselho de Reitores das Universidades Portuguesas foi criado pelo Decreto-Lei n.º 107/79, de 2 de maio
Nos termos este diploma legal, ao CRUP competia:
- Coordenar as atividades desenvolvidas no âmbito das universidades e institutos universitários;
- Pronunciar-se sobre questões relacionadas com as atividades das universidades e institutos universitários que lhe fossem submetidas pelo Ministério ou que entendesse dever apreciar.[3]

As resoluções do CRUP seriam normativas desde que dissessem respeito à esfera das competências comuns a todos os reitores ou coubessem no âmbito de poderes delegados pelo Ministro no Conselho
O CRUP era então constituído pelos reitores das universidades e institutos universitários nacionais e pelo presidente do Conselho Nacional do Ensino Superior.

### Lei da Autonomia das Universidades
A Lei da Autonomia das Universidades (Lei n.º 108/88, de 24 de setembro), estabeleceu que:
- O Conselho de Reitores das Universidades Portuguesas asseguraria a coordenação e a representação global das universidades, sem prejuízo da autonomia de cada uma delas;
- As universidades deveriam colaborar na formulação, pelo Estado, das políticas nacionais de educação, ciência e cultura, pronunciando-se, designadamente através do Conselho de Reitores das Universidades Portuguesas, sobre os projetos legislativos que lhes dissessem diretamente respeito.[7]

### Decreto-Lei n.º 283/93, de 18 de agosto
O Decreto-Lei n.º 283/93, de 18 de agosto, aprovou um novo estatuto jurídico para o Conselho de Reitores das Universidades Portuguesas.
Este diploma foi objeto de alterações introduzidas pelo Decreto-Lei n.º 89/2005, de 3 de junho, e pelo Decreto-Lei n.º 96/2019, de 23 de julho
Compete presentemente ao CRUP:
- Assegurar a coordenação e representação global das instituições nele representadas, sem prejuízo da autonomia de cada uma delas;
- Colaborar na formulação das políticas nacionais de educação, ciência e cultura;
- Pronunciar-se sobre os projetos legislativos que digam diretamente respeito ao ensino universitário público;
- Pronunciar-se sobre questões orçamentais do ensino universitário público;
- Propor o regime disciplinar aplicável aos estudantes, após audição das suas  estruturas representativas;[nota 3]
- Contribuir para o desenvolvimento do ensino, investigação e cultura e, em geral, para a dignificação das funções da universidade e dos seus agentes, bem como para o estreitamento das ligações com organismos estrangeiros congéneres;

O Conselho deve ser ouvido sobre a criação, integração, modificação ou extinção de estabelecimentos de ensino universitário público.
Atualmente, o CRUP é constituído:
- Pelos reitores das universidades públicas portuguesas;
- Pelos reitores dos institutos universitários públicos portugueses[13];
- Pelo reitor da Universidade Católica Portuguesa;
- Pelo comandante do Instituto Universitário Militar[14]

### Regime Jurídico das Instituições do Ensino Superior
A Lei n.º 62/2007, de 10 de setembro (Regime jurídico das instituições de ensino superior), revogou e substituiu a Lei da Autonomia das Universidades  e estabeleceu, nos n.ºs 2 e 3 do seu artigo 18.º o seguinte:
- A lei cria e regula os organismos de representação oficial e de coordenação das instituições de ensino superior públicas.
- Os organismos de representação oficial das instituições de ensino superior públicas asseguram a representação geral bem como, através dos mecanismos adequados de representação das escolas, a representação por áreas de formação.

Estando já criado e regulado o organismo de representação oficial e de coordenação das universidades, o Conselho de Reitores das Universidades Portuguesas, não foi tomada nenhuma medida legislativa específica para dar concretização a esta norma da Lei n.º 62/2007, de 10 de setembro.

## Presidência do CRUP
O presidente do CRUP é eleito de entre os seus membros, para um mandato de três anos
O atual presidente do CRUP é o Prof. Doutor Paulo Jorge Ferreira, Reitor da Universidade de Aveiro.

## Organizações internacionais que integra
- O CRUP é membro da EUA - European University Association.